# System (film)
System (ang. The Net) – amerykański dreszczowiec z 1995 roku w reżyserii Irwina Winklera.

## Fabuła
Angela Bennett jest ekspertem komputerowym, spędza całe dnie na rozmowach internetowych. Gdy dostaje dyskietkę, za której pomocą można się dostać do każdego, nawet najbardziej zabezpieczonego serwera na świecie, jej życie wywraca się do góry nogami. Jej miejsce w pracy zajmuje inna, podszywająca się pod nią kobieta, dom zostaje sprzedany, a samą Angelę ściga policja.

### Obsada
- Sandra Bullock – Angela Bennett
- Jeremy Northam – Jack Devlin
- Dennis Miller – dr Alan Champion
- Diane Baker – pani Bennett
- Wendy Gazelle – Ruth Marx
- Ken Howard – Bergstrom
- Ray McKinnon – Dale
- L. Scott Caldwell – obrońca
- Robert Gossett – Ben Phillips
- Kristina Krofft – pielęgniarka
- Gene Kirkwood – Stan Whiteman
- Juan García – urzędnik
- Rick Snyder – Russ Melbourne
- David Winkler – technik komputerowy
- Christopher Darga – policjant